# Cryptachaea inops
Cryptachaea inops là một loài nhện trong họ Theridiidae.
Loài này thuộc chi Cryptachaea. Cryptachaea inops được Herbert Walter Levi miêu tả năm 1963.